# L'era di Apocalisse
L'era di Apocalisse (Age of Apocalypse) è un crossover a fumetti pubblicato dalla Marvel Comics. Narra ciò che sarebbe successo se Xavier fosse morto prima di creare gli X-Men. Quest'era modificò strutturalmente le varie testate della Marvel (cambiandone anche il titolo) per quattro mesi, sostituendo la Terra 616 con la cosiddetta Terra 295, ovvero la linea temporale alternativa scaturita dalla prematura scomparsa del Professor X.
Solo l'intervento del mutante Alfiere permise il ritorno alla normalità, impedendo la morte di Xavier nel passato.

## Trama
Tutto inizia quando David Haller (Legione), il figlio di Xavier e dell'ambasciatrice israeliana Gabrielle Haller, decide di tornare indietro nel tempo per uccidere Magneto prima della creazione degli X-Men, in modo da rendere gli X-Men amati ed accettati dal mondo. Ma per un errore, David uccide invece Xavier.
Così, quando il malvagio Apocalisse si sveglia, non trova nessuno capace di fermarlo, e con i figli Olocausto ed Armageddon ed un manipolo di servi (tra i quali troneggia il genetista Sinistro) inizia la sua scalata al dominio del mondo. A lui si oppongono solo gli X-Men, guidati da Magneto, ed il gran consiglio umano ed i suoi agenti. Alcuni eroi qui non esistono: Thor non ha mai scoperto di esserlo, Peter Parker è stato ucciso da Apocalisse perché poteva essere un alleato per il capo dei ribelli Gwen Stacy.
Gli X-Men, formati da Nightcrawler, Arma X (il Wolverine di questa dimensione), Magneto (qui sposato con Rogue che ha permanentemente assorbito i poteri di sua figlia Polaris e con lui ha avuto un bambino), Tempesta, Jean Grey, Quicksilver, Scarlet e tanti altri decidono di porre fine al suo dominio. Molti eroi e malvagi muoiono e tutto sembra finire quando, in uno scoppio di luce, Alfiere riporta il mondo sui giusti binari, mentre Apocalisse muore e New York viene devastata dalle bombe atomiche.
In realtà nel 2005 la Marvel ripropose questo universo. Gli X-Men tornano in azione per affrontare i servi di Apocalisse ancora vivi, anche se privati dell'aiuto di Arma X, ritiratosi dopo la morte di Jean Grey. Kirika, X-23 di questo universo e figlia di Logan, lo riporta tra gli X-Men. Dopo aver affrontato i Morlocks e i Guthrie (che in questo universo sono alleati di Apocalisse), gli X-Men scoprono che non era Magneto il salvatore della terra, ma Jean Grey, creduta morta ma in realtà viva e tenuta sotto osservazione da Sinistro: Magneto aveva stretto un patto con lui perché non si diffondesse la notizia e per evitare di essere cacciato dalla carica di direttore degli affari mutanti. Gli X-Men affrontano Sinistro ed i suoi uomini, riuscendo ad ucciderlo e a liberare anche Jean Grey; una vittoria a caro prezzo, perché muoiono anche Quicksilver e Gambit. Magneto viene comunque arrestato e gli X-Men sono finalmente riuniti, pronti ad affrontare nuove minacce.

## Personaggi coinvolti
X-Men
- Incredibili X-Men: Rogue, Morph, Blink, Sole Ardente, Sabretooth e Wild Child.
- Stupefacenti X-Men: Quicksilver, Uomo Ghiaccio, Exodus, Dazzler, Tempesta, Banshee e Magneto.
- Alleati: Alfiere, Charles Lensherr, Nanny.
- Ex membri: Jean Grey, Colosso, Scarlet, Kitty, Gambit e Arma X (Wolverine di questo universo).
- X-Eterni: Gambit, Lila Cheney, Jubilee, Forzuto e Sunspot.
- Altri personaggi:Banshee, Lampeggiare, Macchia, Dazzler, Destino, Emma Frost, Fucina, Custode, Havok, Ka-Zar, Kitty Pryde, Moira MacTaggert, Nick Fury, Polaris, Pyro, Argento vivo, Sebastian Shaw, Selene, Shanna, She -Devil, Vindicator.
- Calibro: Nightcrawler, Mystica, Switchback e Damask.
- Generation Next: Colosso, Kitty, Chamber, Husk, Vincente, M (Know-It-All), Mondo.
- Outcasts: Forge, Soaron (Sauron), Sonique (Siryn), X-Man (figlio di Jean Grey e Scott Summers), Bruto(Sunder), Mastermind e Toad.

Grande Consiglio Umano
- Membri politici: Emma Frost, Bolivar Trask, Moira MacTaggert, Brian Braddock, Mariko Yashida e Thaddeus Ross.
- Agenti: Tony Stark, Sue Storm, Gwen Stacy, Don Blake, Ben Grimm, Victor Von Doom, Gateway, Carol Danvers e Clint Barton.
- Sentinelle[1]
- I Sotterranei: Robbie Robertson, Valerie Cooper, Henry Peter Grynch (Kamikaze) e Robert Kelly.
- Difensori: Capitan America, la Cosa, Capitan Bretagna, Arma X, Uomo Molecola, Nate Grey, Fratello Voodoo, Colosso e Sauron.[2]

Agenti di Apocalisse
- Cavalieri dell'apocalisse: Olocausto, Sinistro, Mikhail Rasputin e Abisso.
- Ex Membri: Maximus il pazzo, Bastion, Cassandra, Guerra e Gideon.
- Forza mutante di Sinistro: Ciclope, Bestia Nera, Havok, Northstar, Aurora, Cannonball, Amazon, Emplat, Monet, Jesse Aaronson.
- Madri, duplicati dell'Uomo Multiplo.
- Confraternita del caos: Archlight, Box, Copycat, Spine, Yeti.
- Domini ed i suoi Killer: Caliban, Domino e Grizzly.
- I Corridori Pallidi: Dead Man Wade (Deadpool), Damask, Danielle Moonstar.
- Inumani, cloni di: Freccia nera, Karnak, Medusa, Kristal, Gorgon, Triton, Lockjaw e Rhino.
- Re Ombra, Forzuto, Sebastian Shaw, Magma, Wolverine (un clone malvagio di Arma X).
- Infiniti: Mudir, Rictor, Unus, Delgado, Vanisher, Gallo.
- Seattle Core: Quietus e Sugarman.
- Reavers: Donald Pierce, Clegg, Slocum, Occhiomorto e Vultura.
- Diablo, Uomo Assorbente, Rex, Styfe.
- Umani: Devil, Dirigibile (Kingpin), Red (Norman ed Harry Osborn), Arcade e Gufo.
- Hulk
- Guthrie: Cannonball, Husk, Elizabeth Guthrie e Icarus.

Neutrali
- Terra selvaggia: Fenomeno, Destiny, Cypher e Wendy.
- Heaven: Angelo, Karma e Scarlet MacEnzie.
- Stingray, Thunderbird, Callisto, Omega Red, Peter Corbeau, Wolfsbane e Bullseye.
- Prigionieri di Sinistro: Valanga, Polaris, Phatanzia, Blob, Newt e Pyro.
- Covata: Misty Knight, Corsaro e Colleen Wing.[3]

## Altri media

### Cinema
- Il film del 2016, X-Men - Apocalisse, si ispira alle vicende di questa saga. La trama del film è il frutto degli avvenimenti cambiati in X-Men - Giorni di un futuro passato e ha come protagonisti i personaggi già presenti in X-Men - L'inizio.
- In Deadpool & Wolverine, Deadpool viaggia in una linea temporale basata sull'Era di Apocalisse per reclutare la sua versione di Wolverine, ma viene brutalmente attaccato da quest'ultimo.

### Videogiochi
- Il videogioco X-Men Legends II: L'Era di Apocalisse segue la trama di questa maxisaga.